# 川滇荚蒾
川滇荚蒾（学名：Viburnum flavescens）为五福花科荚蒾属的植物，是中国的特有植物。分布于中国大陆的四川、云南等地，目前尚未由人工引种栽培。